# Nach Haus
Nach Haus ist das 29. Studioalbum des deutschen Liedermachers Reinhard Mey. Es erschien 2024 bei der Universal Music Group und enthält 15 Lieder, davon zwölf Eigenkompositionen.

## Inhalt
Die meisten Lieder haben einen stark autobiografischen Bezug. Das erste Lied Das Raunen in den Bäumen beschreibt sein Heimweh, das er nach vielen Reisen und Tourneen immer wieder auf dem Weg nach Hause spürt. In Verschollen besingt er das Schicksal seines Onkels, der aus dem Zweiten Weltkrieg nicht heimgekehrt ist.
In Questo tavolo non si vende (Der Tisch steht nicht zum Verkauf) beschreibt er die Geschichte des dreihundert Jahre alten Tisches, an dem schon viele Generationen zum Essen und Gedankenaustausch zusammengekommen sind. Zwei Musketiere singt er gemeinsam mit Hannes Wader. Das Lied entstand aus einer Korrespondenz: Mey gratulierte Wader am 23. Juni 2022 zu dessen 80. Geburtstag mit dem Text, der ihre gemeinsame Vergangenheit als Liedermacher thematisiert. Wader revanchierte sich am 21. Dezember im gleichen Jahr zu Meys 80. Geburtstag mit der Vertonung.
Du hast mich getragen singt er für seine Frau, mit der er in bald fünfzig Jahren zahlreiche Höhen und Tiefen erlebt hat. Mit Du kannst fliegen will er jedem Mut machen, sich auch aus aussichtslosen Lagen zu befreien, den Refrain dazu entlehnt er dabei seinem Lied Lilienthals Traum von 1996. In Schlendern von Konstantin Wecker zitiert er die Zeile „Lieber mit den Wolken jagen, statt sich mit der Zeit zu plagen“. Als letztes Lied listet er in Nota bene Gedanken und Gefühle auf, die er noch zu Liedern formen möchte. Es ist ein Rezitativ über dem Ombra mai fu (Largo) von Georg Friedrich Händel.

## Produktion
Das von Manfred Leuchter produzierte Album erschien im Verlag Edition Reinhard Mey Berlin. Leuchter (Musentempel Aachen) übernahm auch die Musikaufnahmen, die Arrangements, Mix und Mastering unter der Assistenz von Sali Aydin. Jörg Surrey (Surrealis Sounds) war für die Gesangsaufnahmen im Teldex-Studio Berlin verantwortlich. Die Gestaltung des Albums  stammt von „DDT2w. Dusan Totovic“.

## Artwork
Das Booklet enthält alle Texte, die mit bis zu fünf Fotos illustriert sind. Sie stammen von Sina Milde, Hertha Mey, Hella Mey, Victoria-Luise Mey und Reinhard Mey. Es ist auch eine limitierte Version mit einem umfangreicheren Booklet verfügbar.

## Titelliste
1. Das Raunen in den Bäumen – 4:31
2. Beef und Lobster – 6:57
3. Zwischen Kontrollpunkt Drewitz und der Brücke von Dreilinden – 7:38
4. Verschollen – 5:36
5. Questo tavolo non si vende – 8:29
6. Nichts ist für immer – 4:11
7. Zwei Musketiere (mit Hannes Wader) – 4:27
8. Die Legende von den Liebenden – 4:52
9. Du hast mich getragen – 2:40
10. Miserere mei – 6:22
11. Du kannst fliegen – 5:29
12. Lagebericht – 4:02
13. Black and White 1945 (Ross Brown, Mike Silver, mit Matthew Pearn)  – 5:25
14. Schlendern (Konstantin Wecker) – 5:31
15. Nota bene (Musik: Georg Friedrich Händel) – 2:50

## Rezensionen
„Das Album beginnt mit einem klassischen Mey-Thema, der Sehnsucht. „Das Raunen in den Bäumen“ lässt das Blut rauschen, hält wach, schafft Heimweh. Wohin? Vielleicht zum Verinnerlichen des Gedankens, dass sich nichts festhalten lässt, nicht mal das Bewusstsein für Vergänglichkeit. Gleichwohl spendet die liedgewordene Kindheitserinnerung Trost. Die „Seele“, so singt Mey, macht nämlich „heimlich Fotos“ während des Sammelns von Lebenserfahrungen. Ein Schlüsselwort, ein Duft, ein Klang kann ausreichen, um verkannte Glücksmomente wachzurufen. Können wir Glück überhaupt begreifen? Mey lässt die Frage wortsprachlich unbeantwortet. Die Americana-basierte Musik strahlt Versöhnlichkeit aus. Im episch-langen Stück „Beef und Lobster“ tanzen Lebensveränderungswünsche Walzer mit tief empfundener Melancholie. Die Zeit verrinnt wie Wassertropfen, die der Abfluss schluckt, wenn Träume nicht gelebt werden.“

„Reinhard Mey, 82 Jahre alt, hat vor kurzem sein 29. Studioalbum „Nach Haus“ veröffentlicht und ist damit aus dem Stand auf Platz 1 der Deutschen Albumcharts gestiegen. Dorthin, wo sich sonst die rüden Rapper und Rocker tummeln. Es gibt also noch Hoffnung! Denn das ist doch mal ein schönes Signal: Es möchten noch viele Menschen diese innigen, autobiografischen Songs hören. Natürlich merkt man Reinhard Meys Stimme ihr Alter an – und auch die leise Melancholie, die den Songwriter begleitet. Aber das Auge und der Verstand sind scharf, und der Begriff „Alterswerk“ wäre hier komplett verfehlt. Und Moden haben Reinhard Mey eh nie interessiert.“

„Nach Haus ist im Grunde das 29. Kapitel eines langen Buches, an dem Mey seit seiner ersten Platte schreibt. Ein ganz außergewöhnlich starkes Kapitel. Da sind die kleinen und größeren Erlebnisse und Begebenheiten am Wegesrand, die niemand so lyrisch, so musikalisch oder so unterhaltsam zu Liedern werden lassen kann und da ist auch wieder das kleine, große Liebeslied, dass jeweils unter strikter Vermeidung von Kitsch und Phrasen von Album zu Album zu einem immer noch intensiver werdenden seiner Art gelingt. Der kritische Beobachter der Mächtigen, den man auf den Alben der letzten zehn Jahre eher zwischen den Zeilen suchen musste (und finden konnte!), ist auf Nach Haus nun aber feinsinnig und wortkräftig, unüberhörbar und ganz und gar nicht subtil zurück.“

„Die achteinhalb Minuten Lebenszeit für "Questo Tavolo Non Si Vende" bekommt ihr nicht wieder. Das Lied handelt von einem Winzerausflug Meys. Es gibt einen Unterschied zwischen "Alltäglichem" im Sinne einer erdverhafteten, nachvollziehbaren Sozialkritik und "Reicher Dude erzählt von seinem Tag", denn beim zweiten rutscht man schnell in eine Art langweiligerer teutonischer Jeremy Clarkson rein. Das passiert hier.“

„Quantitativ reizt Mey mit über 79 Minuten die Spielzeit einer Einzel-CD komplett aus. Für „Beef und Lobster“ (die Geschichte eines alternden Kellners) und den Wiedervereinigungs-Rückblick „Zwischen Kontrollpunkt Drewitz und der Brücke von Dreilinden“ nimmt sich Mey viel Zeit, aber epische Songs finden sich immer wieder auf seinen Alben. Bei „Miserere mei“ kommt der Tierfreund zu Wort. Meys politische Seite ist durch die satirische Dystopie „Lagebericht“ vertreten, die einen Blick ins Jahr 2042 wirft, nicht zufällig das Jahr, in dem Mey seinen 100. Geburtstag feiern würde. […] Es sind keine „Füller“ auf dem Album, auch wenn sich manche Lieder vielleicht erst beim zweiten oder dritten Hören so richtig einprägen. Wie bei fast allen Mey-Alben stellt sich die Frage der Durchhörbarkeit, weil Stimmungen und Erzählformen wechseln. Die Platte ist einem Fotoalbum verschiedener Eindrücke und Erinnerungen vergleichbar, die alle den Siegel des Persönlichen tragen, ohne dass ein zwingender Zusammenhang erkennbar ist.“

## Chartplatzierungen
Nach Haus stieg am 10. Mai 2024 auf Rang eins der deutschen Albumcharts ein. Das Album platzierte sich eine Woche an der Chartspitze, drei Wochen in den Top 10 sowie insgesamt elf Wochen in den Top 100. Darüber hinaus belegte das Album Rang 13 der deutschen Vinylcharts im Mai 2024. In Österreich stieg das Album am 14. Mai 2024 auf Rang zwei ein und musste sich lediglich Radical Optimism (Dua Lipa) geschlagen geben. Das Album platzierte sich auch hier drei Wochen in den Top 10 und acht Wochen in den Charts. In der Schweiz stieg Nach Haus am 12. Mai 2024 auf Rang drei ein und musste sich ebenfalls Radical Optimism sowie dem Spitzenreiter The Tortured Poets Department (Taylor Swift) geschlagen geben. Hier platzierte sich das Album zwei Wochen in den Top 10 und fünf Wochen in den Charts.
Für Reinhard Mey avancierte Nach Haus zum 44. Chartalbum in Deutschland sowie zum 33. in Österreich und dem zehnten in der Schweiz. Es ist sein 17. Top-10-Album in Deutschland, sein neuntes in Österreich sowie nach Das Haus an der Ampel (Juni 2020) und In Wien – The Song Maker (Mai 2023) sein drittes in der Schweiz. In Deutschland ist es nach Mein achtel Lorbeerblatt (Oktober 1972), Bunter Hund (Mai 2007) und dann mach’s gut (Mai 2013) sein viertes Nummer-eins-Album.
| ChartsChartplatzierungen | Höchstplatzierung | Wochen |
| ------------------------ | ----------------- | ------ |
| Deutschland (GfK)        | 1 (11 Wo.)        | 11     |
| Österreich (Ö3)          | 2 (8 Wo.)         | 8      |
| Schweiz (IFPI)           | 3 (5 Wo.)         | 5      |

| ChartsJahrescharts (2024) | Platzierung |
| ------------------------- | ----------- |
| Deutschland (GfK)         | 45          |
| Österreich (Ö3)           | 75          |